# Emilio Müller

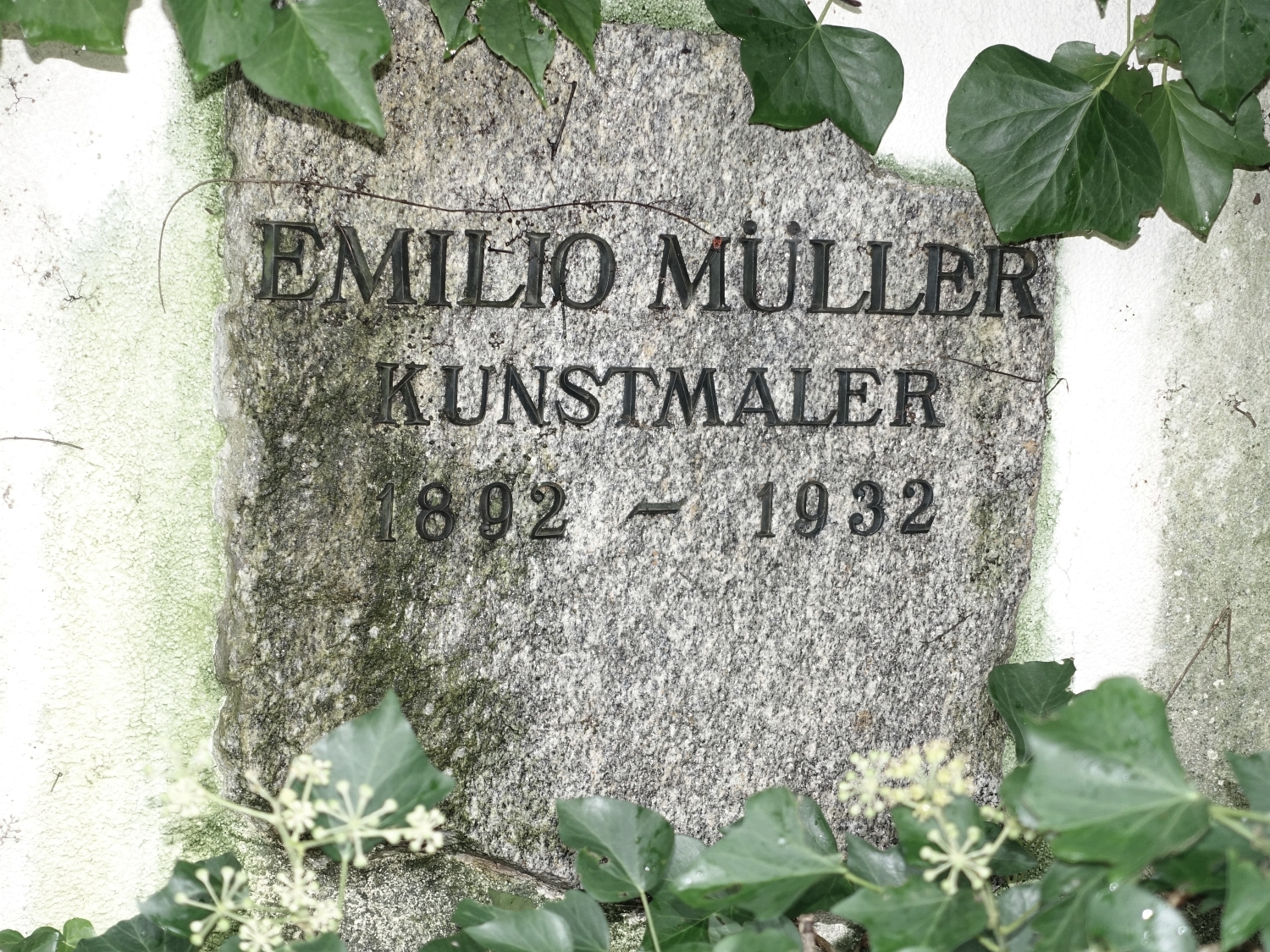
Grab, Friedhof Sissach

Emilio Müller (* 29. November 1892 in Herisau; † 21. Oktober 1932 in Castel San Pietro) war ein Schweizer Theatermaler und Maler.

## Leben und Werk
Emilio Müllers Familie lebte ab 1906 in Sissach. In Böckten besuchte er die Bezirksschule und bekam dort bei Wilhelm Balmer seinen ersten Zeichenunterricht. Balmer erkannte sein Talent und förderte ihn. Bei dem Theatermaler Anton Eberhard (1906–1994) aus Weesen absolvierte er eine dreijährige Lehre und besuchte anschliessend die Gewerbeschule in Basel. Später arbeitete er einige Jahre für Albert Isler (1874–1933) als Theatermaler in Zürich. Dort lernte er Hanni Bay kennen und malte ein Porträt ihrer Tochter.
1920 war Emilio Müller als Kopist in Florenz tätig. Dort kopierte er die Werke von Tizian, Rembrandt, Angelico und Tintoretto und erwarb sich den Ruf, einer der besten Kopisten zu sein. Später hielt er sich auf Elba und in Sizilien auf. Dort schuf er im Kreuzgang des Klosters Baida ein grosses Wandbild. Die Werke von Chirico, Matisse und Cézanne beeinflussten sein weiteres Werk. 1924 folgte ein Studienaufenthalt in Paris.
1925 hielt sich Emilio Müller wieder in Florenz und Lipari auf, 1927 in Dalmatien, Südfrankreich, Korsika und Ragusa. 1928 lebte und arbeitete er für ein Jahr in Ligornetto, wo er sich mit dem dort lebenden Künstler Ugo Cleis befreundete. Die folgenden Jahre lebte Emilio Müller in Obino, Castel San Pietro. Dort schuf er den grössten Teil seiner Werke. Hier vollzog sich auch der Übergang vom Gegenständlichen zu grossen abstrakten Farbflächen, starken Kontrasten, variierend zwischen hellstem Gelb, feurigstem Rot und tiefstem Schwarz.
Emilio Müllers Werke sind in den Kirchen von Langenbruck, Gelterkinden, Frenkendorf und Bubendorf zu sehen. Des Weiteren schuf er Werke für die Innenräume der Basler Kantonalbank in Liestal und für das Kantonsspital Liestal. Im Giebel des Gebeinhauses beim Friedhof von Sissach schuf er das Fresko Auferstehung des Lazarus.
Für das von seinem Schwager Paul Affolter-Müller 1929 gegründete Cinéma Uhu in Liestal war Emilio Müller zuständig für die Dekoration, Farbgebung und den Entwurf des Kinovorhangs. Einer seiner besten Freunde war der Architekt und Kunstförderer Adolf Müller-Senglet aus Liestal.
Das letzte grosse Werk, das Emilio Müller zusammen mit Otto Plattner schuf, war das dreiteilige Wandbild für den Landratssaal im Rathaus von Liestal. Wenige Monate nach der Einweihung verstarb Emilio Müller an einer Lungenentzündung. Emilio Müller wurde am 24. Oktober 1932 auf dem Friedhof in Sissach bestattet. Sein Grab befindet sich neben dem Gebeinhaus.
1932 wurden in der Kunsthalle Basel Gemälde, Aquarelle und Zeichnungen von Emilio Müller ausgestellt. Der Künstler und Journalist Aldo Patocchi (1907–1986) schrieb über diesen Anlass in der Tessiner Zeitung Illustrazione ticinese. In einer Gedenkausstellung wurden 1962 im Schloss Ebenrain 92 Bilder aus dem Besitz seiner Schwester und Brüder in Winterthur, St. Gallen, Teufen, Affoltern am Albis und Liestal gezeigt.

## Literatur

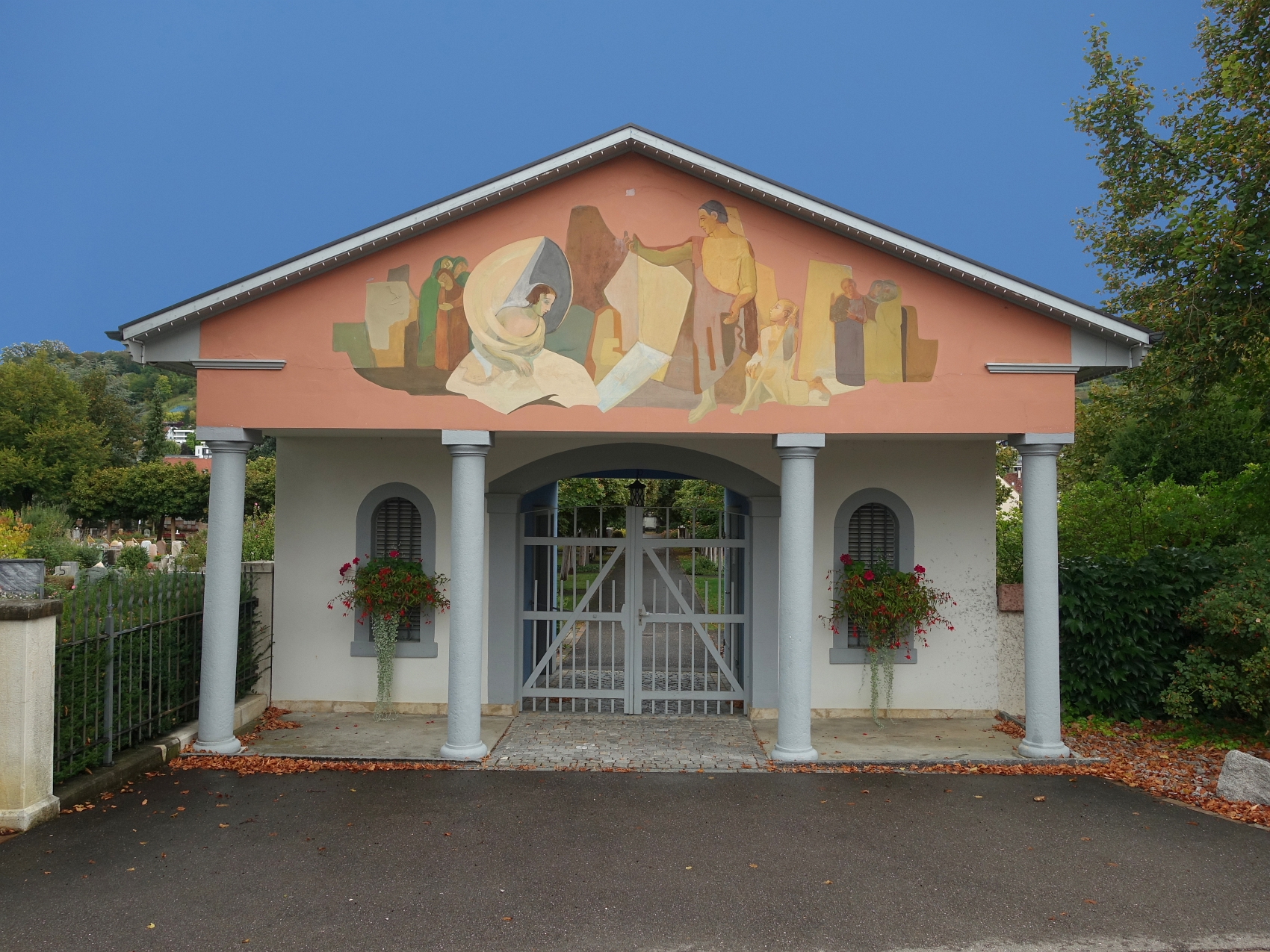
Auferstehung des Lazarus, Friedhof Sissach
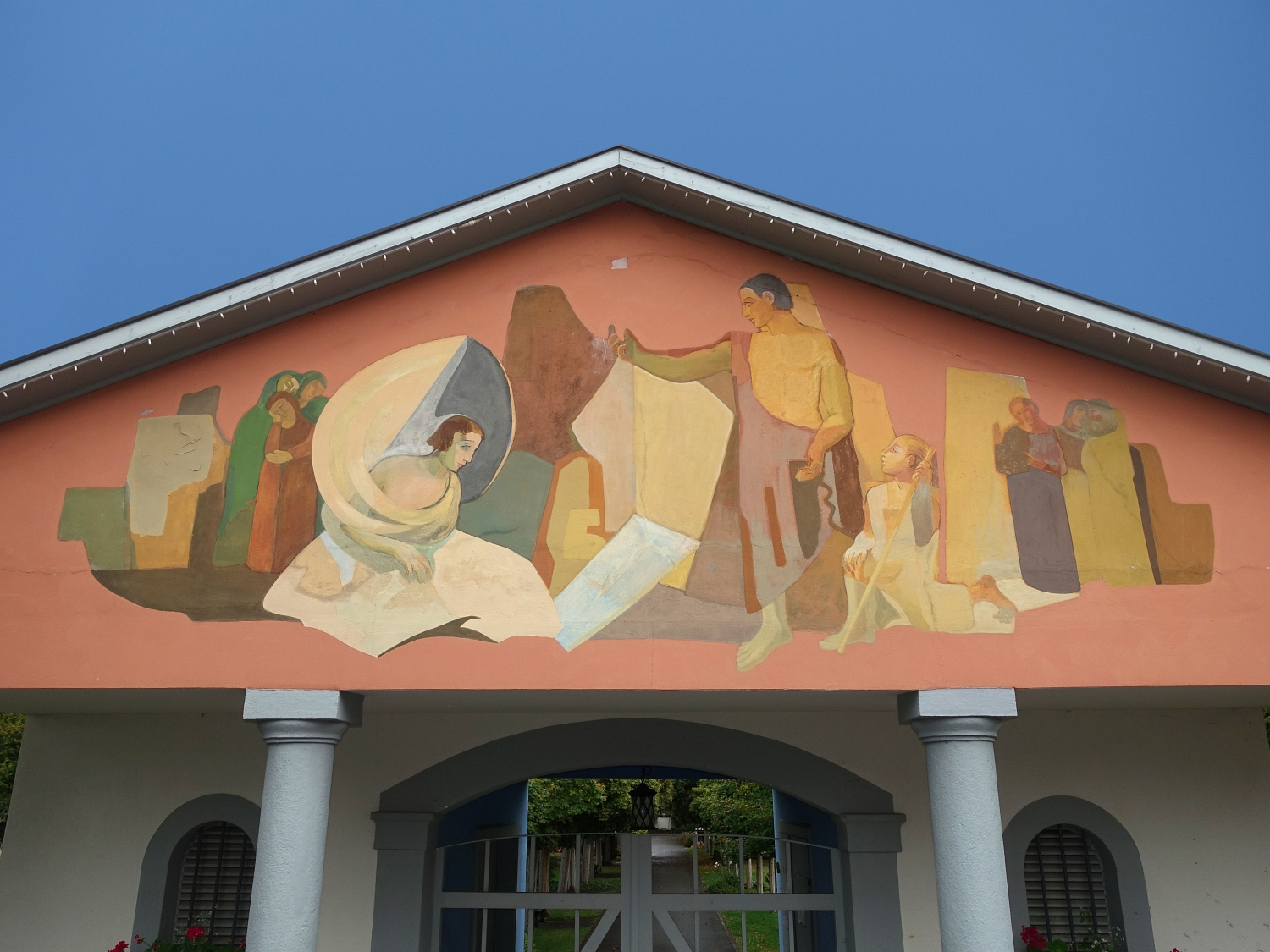
Auferstehung des Lazarus (Detail)